# 민주동맹 (프랑스)
민주동맹(프랑스어: Alliance démocratique)은 프랑스 제3공화국 때 활동했던 정당이다. 본래 온건 자유주의자들이 주축이 돼 활동했으나 제1차 세계 대전 이후부터 보수주의 세력이 득세했다. 주요 정치인으로 레몽 푸앵카레가 있다.